# Финал чемпионата мира по хоккею с шайбой 2017
Финал чемпионата мира по хоккею 2017 был сыгран 21 мая 2017 года на «Ланксесс Арене» в Кёльне (Германия).
Сборная Швеции завоевала золотые медали чемпионата, победив в финале команду Канады в серии буллитов. Основное время матча закончилось со счётом 1:1.

## Предыстория
Этот финальный матч стал четвёртым в истории противостояния этих сборных, с момента изменения формата чемпионата мира.
Последний раз эти сборные встречались в финале чемпионата мира 2004 года; тогда победу праздновали канадцы, обыграв противника со счётом 3:5. Примечательно, но за год до этого команды также встречались, и также на финальной стадии чемпионата: Канада обыграла шведов, забив победный гол в овертайме. Финал 1997 года, состоявший из трёхматчевой серии, также завершился победой Канады, несмотря на поражение в первой встрече (3:2).

## Матч
Первый период между двумя командами оказался безголевым, и канадцы сумели отстоять в меньшинстве два штрафа. Швеция открыла счет незадолго до окончания второго периода, в меньшинстве отличился Виктор Хедман. Канада не смогла извлечь выгоду из штрафа Никласа Бэкстрема за сокращение и потеряла владение. Затем Хедман отправил удачный удар мимо нескольких игроков к канадскому голу, который смог проскользнуть под Кальвином Пикардом. На 42 минуте был удален Элиас Линдхольм, и в результате Райан О’Райли сравнял счёт с передачи Митчелла Марнера.
Игра перешла в овертайм до первой заброшенной шайбы, но в итоге судьба матча была решена в серии буллитов. Никлас Бэкстрём и Оливер Экман-Ларссон забили свои шайбы за Швецию. Канада не смогла реализовать ни один буллит, а Хенрик Лундквист отразил четыре попытки штрафных бросков. Победа позволила Швеции завоевать свой 10 титул. Вильям Нюландер был признан «Самым ценным игроком» с семью голами и семью передачами в десяти играх.

## Дорога к финалу
| Канада    | Канада    | Раунд           | Швеция    | Швеция    |
| --------- | --------- | --------------- | --------- | --------- |
| Соперник  | Результат | Групповой раунд | Соперник  | Результат |
| Чехия     | 4-1       | Игра 1          | Россия    | 1-2 (Б)   |
| Словения  | 7-2       | Игра 2          | Германия  | 7-2       |
| Беларусь  | 6-0       | Игра 3          | США       | 3-4       |
| Франция   | 3-2       | Игра 4          | Латвия    | 2-0       |
| Швейцария | 2-3 (OT)  | Игра 5          | Италия    | 8-1       |
| Норвегия  | 5-0       | Игра 6          | Дания     | 4-2       |
| Финляндия | 5-2       | Игра 7          | Словакия  | 4-2       |
| Соперник  | Результат | Плей-офф        | Соперник  | Результат |
| Германия  | 2-1       | Четвертьфинал   | Швейцария | 3-1       |
| Россия    | 4-2       | Полуфинал       | Финляндия | 4-1       |

## Матч
Время местное (UTC+2:00).
| 21 мая 2017 20:45 | Канада | 1 : 2 (Б) (0:0, 0:1, 1:0: 0:0, 0:1) | Швеция | Ланксесс-Арена, Кёльн Зрителей: 17 363 |

| Отчёт | Отчёт                       | Отчёт | Отчёт                          | Отчёт                                                                                    |
| --- | --------------------------- | --- | ------------------------------ | ---------------------------------------------------------------------------------------- |
| |                             | |                                |                                                                                          |
| | Кэлвин Пикард — 00:00-80:00 | Вратари | 00:00-80:00 — Хенрик Лундквист | Судьи: Антонин Ержабек Даниэль Штрикер Линейные судьи: Александр Отмахов Сакари Суоминен |
| | Голы:                       | |                                | Судьи: Антонин Ержабек Даниэль Штрикер Линейные судьи: Александр Отмахов Сакари Суоминен |
| Райан О’Райли (бол.) — 41:58 (М. Марнер, Н. Маккиннон) Натан Маккиннон Брэйден Пойнт Райан О’Райли Митч Марнер | 0:1 :1 1:2 Буллиты:         | 39:39 — Виктор Хедман (мен.) 80:00 — Никлас Бекстрём (поб. бул.) Вильям Нюландер Никлас Бекстрём Оливер Экман-Ларссон Габриэль Ландескуг |                                | Судьи: Антонин Ержабек Даниэль Штрикер Линейные судьи: Александр Отмахов Сакари Суоминен |
| |                             | |                                | Судьи: Антонин Ержабек Даниэль Штрикер Линейные судьи: Александр Отмахов Сакари Суоминен |
| |                             | |                                | Судьи: Антонин Ержабек Даниэль Штрикер Линейные судьи: Александр Отмахов Сакари Суоминен |
| |                             | |                                | Судьи: Антонин Ержабек Даниэль Штрикер Линейные судьи: Александр Отмахов Сакари Суоминен |
| 10 мин | Штраф                       | 8 мин |                                | Судьи: Антонин Ержабек Даниэль Штрикер Линейные судьи: Александр Отмахов Сакари Суоминен |
| |                             | |                                |                                                                                          |
| | 43                          | Броски | 41                             |                                                                                          |